# El marxant de Venècia
|  | No s'ha de confondre amb El mercader de Venècia (pel·lícula). |

El marxant de Venècia (The Merchant of Venice) és una obra de teatre de William Shakespeare, escrita entre 1596 i 1598. Tot i que en el Primer Foli es classifica com a comèdia, i comparteix certs aspectes amb altres comèdies romàntiques de Shakespeare, l'obra és principalment recordada per les seves escenes dramàtiques. El crític Harold Bloom la qualificà com una de les obres més importants de l'autor.
El personatge del títol és el comerciant Antonio que, per ajudar el seu protegit Bassanio, demana diners a l'usurer Shylok. Segur de poder pagar-li, signa un contracte en el qual autoritza al seu creditor a treure d'ell una lliura de carn en cas d'incompliment. Malgrat tot, quan aquest no pot tornar-li els diners, Shylok, que vol venjar-se de les humiliacions dels cristians, insisteix que el contracte s'apliqui al peu de la lletra.
El retrat del jueu Shylok planteja moltes preguntes i interpretacions molt diverses, alguns el veuen com un boc expiatori, un reflex dels prejudicis antisemites, i d'altres com l'eloqüent portaveu d'una comunitat que reclama un tractament més humà. Aquesta ambigüitat fa que la peça que de vegades es consideri una de les "peces problemàtiques" de Shakespeare.
Ha estat adaptada al cinema en diverses ocasions, particularment el 2004 amb Al Pacino, Jeremy Irons i Joseph Fiennes.
L'obra va ser publicada en català per l'Editorial Catalana el 1924 amb una traducció a càrrec de Magí Morera i Galícia.

## Argument
Bassanio vol casar-se amb Pòrcia, però necessita diners per al procés de prometatge imposat pel pare de la noia. Per això demana ajuda a Antonio, un comerciant que ha enviat els seus vaixells i que preveu fer fortuna. Aquest accedeix a avalar-lo per a demanar un préstec. L'usurer jueu Shylok accepta deixar els diners sense interès, en contra del seu costum, però amb una condició: si no es poden retornar a temps, Shylok estarà autoritzat a tallar una lliura de la carn d'Antonio pel que falti (una petició que fa per l'odi que sent contra Antonio, declarat antisemita, i perquè la seva filla s'ha emparellat amb un cristià contra el seu consell). Se signa el contracte.
Bassanio llavors va a veure Pòrcia, qui està envoltada d'altres pretendents. A tots els planteja el repte del seu pare, que escullin entre tres cofres: un d'or, un de plata i un de plom, amb diferents lemes gravats. Aconsellat pel servei, a qui Pòrcia ha alliçonat prèviament perquè vol que Bassanio reïxi, el jove tria correctament el cofre de plom i així pot casar-se amb Pòrcia i sufragar totes les despeses.
Mentrestant, però, arriben males notícies, una tempesta ha fet naufragar els vaixells d'Antonio, qui llavors no pot assumir el retorn del préstec dins del termini. Shylok, malgrat les peticions de tothom, està decidit a cobrar-se la seva carn, amb el beneplàcit de les autoritats que no poden permetre l'incompliment d'un contracte signat. Però arriba a palau un advocat, en realitat Pòrcia disfressada, i impugna el pagament ja que afirma que Antonio ha accedit a signar només amb la seva carn, no amb la seva sang, que seria un cas de violència i intent d'assassinat per part de Shylok, un delicte castigat amb la pena de mort i la confiscació dels béns. Com que l'usurer no pot tallar-lo sense vessar sang, admet el seu error i accepta salvar la vida a canvi de convertir-se al cristianisme i cedir la seva fortuna.
Al final es revela la identitat de l'advocat i tots marxen feliços a casa seva.

## Temes
La figura de Shylok conté tots els elements del jueu arquetípic: un usurer malvat que odia els cristians i que es mou per avarícia. La prova d'aquest caràcter és que no es commou davant els precs per salvar la vida d'Antonio, ni tan sols amb l'eloqüent discurs de Pòrcia sobre la misericòrdia. Tot i així, Shakespeare justifica en part aquest odi, pels abusos que ha patit per part de la comunitat cristiana durant anys, fet que deixa la seva intenció en ambigua, ja que critica alhora com procedeixen els jueus i els cristians. De fet el mateix Shylok afirmar que ha après a odiar dels cristians, que l'han forçat a ser usurer perquè no li deixaven accedir a cap altra professió però després el critiquen per ser-ho. Les diferents versions en escenes accentuen un vessant o un altre. El règim nazi va mostrar Shylok com el prototip de jueu perniciós, mentre que directors moderns fan èmfasi en les seves queixes per ressaltar la influència de l'entorn en la seva maldat.
Un tema central és la justícia, que no sempre es correspon amb la llei, com demostra la voluntat del govern de fer complir un contracte inhumà. L'advocat ha de recórrer a tot el seu enginy per salvar Antonio sense contravenir la llei. Igualment acaba invocant la llei per desposseir del tot a Shylok, és a dir, utilitzant el dret per a la venjança, justament perquè l'estat no ha estat capaç d'imposar la justícia. L'alternativa és la misericòrdia, que el jueu no accepta i per això acaba castigat. La misericòrdia apareix com un atribut essencialment humà i Shylok, que declara ser-ho quan l'acusen, degrada la humanitat quan insisteix a cobrar-se la carn.
Pòrcia, per contra, encarna totes les virtuts: és intel·ligent, compassiva, bella i valenta. S'ha de disfressar d'home per poder defensar la causa en què creu, ja que les dones no tenien poder per decidir per elles mateixes, una injustícia que també es palesa en els cofres que deixa preparats el seu pare per escollir-li marit. En ambdós casos ella desfia les convencions i aprofita la lletra dels acords per subvertir-ne l'esperit i aconseguir el que considera just.
Apareix una crítica constant al paper dels diners: en la figura de l'usurer, en el fet de voler cobrar amb carn (vida) un deute (diners), en el procés costós dels pretendents de Pòrcia, en la ruïna final de Shylok o en les invocacions als vaixells en ruta o a les joies que s'ha endut la filla del jueu. Els diners ho contaminen tot perquè no se supediten a valors més alts, que són els que invoca Pòrcia. Fins i tot per decidir un futur marit, la prova passa per uns cofres.

## Estil
L'obra pertany a la comèdia pel final feliç dels protagonistes i el càstig dels malvats. Apareixen també elements còmics, com al·lusions sexuals i acudits en els parlaments dels personatges. El tema de les dones disfressades d'homes (que al seu torn era equívoc ja que en temps de Shakespeare no es permetien les actrius i, per tant, eren homes qui feien de dones en escena) és recurrent en les comèdies de l'edat moderna. El to general, però, no és sempre lleuger per la gravetat dels temes que es tracten (pena de mort, destí, amor impossible, relació entre religions), una gravetat que alterna amb els jocs de paraules i les escenes accessòries pròpies de la comèdia. Aquest to canviant s'adiu amb el tractament també ambivalent de l'antagonista, que convida a la reflexió de l'espectador. L'audiència elisabetiana estava carregada de prejudicis antisemites, tot i l'escassa presència de jueus a les seves ciutats i, per tant, Shakespeare aborda un tema incòmode sota l'aparença d'una justa venjança. El fet que no hi hagi cap narrador (una veu que pugui assumir formalment la visió de l'autor), incrementa la interpretació oberta.
L'estructura general és clàssica: al primer acte es planteja el conflicte, el préstec i el desig d'amor de Bassanio; al segon s'esdevé el judici i la presa de partit de les autoritats per la legalitat, que sembla precipitar Antonio cap al desastre i al tercer es mostra la resolució feliç gràcies a la intervenció de Pòrcia, amb un acte final de joc que dilueix el drama de les escenes prèvies.
Existeix una adequació entre l'estil dels monòlegs i la classe social dels personatges, un tret anomenat decor poètic recomanat per les preceptives de l'època. Els criats i membres del públic venecià parlen en prosa, mentre que els protagonistes de bona família usen el vers. La divisió també afecta els temes, quan es comenten assumptes financers, s'empra la prosa, més vulgar, i en canvi en tractar de valors o sentiments, els actors reciten versos, concretament pentàmetres iàmbics.
Les escenes es duen a terme en dues localitats diferents: Venècia i Belmont. La primera representa la ciutat, un món masculí on manen els diners, mentre que Belmont té una descripció similar a la de la novel·la pastoral, un indret on pot regnar l'amor i el joc, la llar de Pòrcia. Ella s'ha de disfressar per poder assumir els rols de la ciutat i els venç amb el seu enginy per poder retornar a la felicitat del camp.
Com en altres obres, l'argument de Shakespeare no és totalment original, sinó que barreja fonts ja conegudes. La història dels tres cofres prové d'un relat de les Gesta Romanorum de l'edat mitjana. El cobrament de carn per part d'un usurer és la trama central de Il Pecorone, una obra ambientada en terres italianes com El mercader de Venècia.